# Bulle Ogier
Bulle Ogier, född Marie-France Thielland den 9 augusti 1939 i Boulogne-Billancourt, Hauts-de-Seine, är en fransk skådespelerska.

## Liv och gärning
Marie-France Thielland växte upp i ett skilsmässohem med sin ensamstående mor. Hon blev gravid som 18-åring och gifte sig med barnets far, men skilde sig två år senare. Hon arbetade för modehuset Chanel och träffade i början av 1960-talet regissören Marc'O, och medverkade under pseudonymen Bulle Ogier i hans modernistiska teateruppsättningar och musikfilmen Les idoles från 1968.
Hon kom därefter att göra många filmer med Jacques Rivette, som L'Amour fou (1969), Céline och Julie gör en båttur (1974), La bande des quatre (1989) och Ne touchez pas la hache (2007). Bland hennes övriga filmer märks André Delvauxs Möte i Bray (1971), Luis Buñuels Borgarklassens diskreta charm (1972), Barbet Schroeders Maîtresse (1975) och Jacques Audiards Se männen falla (1994).
Hon var mor till skådespelerskan Pascale Ogier, död 1984, och är gift med regissören Barbet Schroeder.